# Палимбия (заказник)
Палимбия — ботанический заказник местного значения. Находится в Бахмутском районе Донецкой области возле села Васюковка. Статус заказника присвоен решением Областного совета народных депутатов от 25 марта 1995 года. Площадь — 50 га. Флористический состав насчитывает около 200 видов, из которых 3 вида занесены в Красную книгу Украины — тюльпан змеелистный, ковыль Лессинга, ковыль-волосатик. Также на территории заказника произрастает очень редкий на юго-востоке Украины прикаспийский эндемик палимбия солончаковая.